# Падеревські (рід)
Падере́вські — польський рід, з якого походить знаменитий піаніст і композитор Ігнацій Ян Падеревський.
Важливим джерелом для дослідження біографії Ігнатія Яна Падеревського, є справа про дворянське походження роду Падеревських, що зберігається у фонді Волинських дворянських депутатських зборів. Розпочата у 1832 р. і закінчена у 1903 р., вона є не лише носієм інформації про численні відгалуження роду Падеревських, але й дозволяє на прикладі родини Падеревських прослідкувати занепад колись потужного роду, переміщення до нижчих соціальних верств, відчайдушну боротьбу окремих її представників за збереження дворянського «status quo».

## Походження і поширення
Вперше Падеревські заявили про свої дворянські права на початку XIX ст. і протоколом Волинських депутатських зборів від 10 березня 1802 р. були внесені до 6-ї частини родовідної книги дворян Волинської губернії. Згідно з цим документом, історичні корені роду ведуть із Дрогицької землі, (сучасне Підляське воєводство), де вперше у документі від 1607 р. згадується чесник дрогицький Йозеф Падеревський. До кінця XVIII ст. рід Падеревських проживав на Дрогичинщині у власному маєтку і лише після його втрати мігрував на Волинь та Поділля. Географія розселення Падеревських в Україні доволі широка, про що свідчать метричні свідоцтва різних католицьких і греко-католицьких парафій, зокрема свідоцтво про смерть 8 грудня 1805 р. Яна-Григорія Падеревського, видане з книг Покровської церкви с. Ситківці Таращанського повіту Київської губернії, свідоцтво про хрещення 23 листопада 1794 р. Юзефа Падеревського у Колодяженській каплиці Новоград-Волинського костьолу. Осіб з прізвищем Падеревські зафіксовано також у Житомирському, Радомисльському, Сквирському, Махнівському, Бердичівському повітах. Окрема лінія протягом XIX ст. фіксується на Поділлі, зокрема у Летичівському повіті. Згадані метричні свідоцтва свідчать також про певну релігійну індиферентність Падеревських. Відповідно до життєвих обставин, вони відправляли духовні треби як у католицьких костьолах, так і в греко-католицьких церквах.
Для цього роду, як і для значної частини польської шляхти, характерна також часта зміна місць проживання. Так, дід майбутнього композитора Йозафат Падеревський ще у 50-х рр. XIX ст. мешкав у містечку Івниця Житомирського повіту, де народився його син Ян, який певний час жив на Поділлі. Там, у с. Курилівка, що поблизу містечка Хмільник, побачив світ Ігнатій-Ян. З 60-х рр. XIX ст. ця гілка роду Падеревських знову переміщується на Волинь, де осідає у Заславському повіті.
Частина дворянської справи присвячена найближчим предкам композитора, і тому становить найбільший інтерес. Зокрема, з прохання, поданого Іваном Йозафатовичем Падеревським 10 січня 1872 р. ми дізнаємося, що його син Ігнатій-Ян «будучи в малолетстве в болезненном состоянии здоровья» своєчасно не був «сопричислен» до дворянського роду, і батько, представляючи метрику про народження, просить внести його до родовідної книги. Сама метрика у справі відсутня, бо, як видно з подальших документів, вона була повернута прохачу, разом із копіями.

## Відомості про Ігнація Яна Падеревського, представлені у справі про дворянське походження
Низка документів розповідає про соціальний статус Ігнатія Падеревського в юнацькі роки. Це, зокрема, свідоцтво, видане з Волинської казенної палати 17 липня 1870 року, про те, що Ігнатій Падеревський з 1867 р. записаний до громади міщан-християн м. Заслава, хоча проживав разом із батьком у містечку Судилкові Заславського повіту. Іншу дату, містить свідоцтво Заславської міщанської громади, в якому записано, що Ігнатій Падеревський «записан в круг сего общества» з 1864 року. Тут же зберігаються типові для справ про затвердження у дворянстві документи, а саме: свідоцтва від губернатора та губернського предводителя дворянства про те, що особа, якій вони видані, не позбавлена «силою закона, прав состояния за уголовные и политические преступления, и за оные под судом и следствием не состоит».
Зрештою, після кількох років проходження по інстанціях, справу було вирішено позитивно, і указом Сенату від 5 липня 1872 р. Ігнатія-Яна Падеревського було причислено до дворянського роду його батька із занесенням до 1-ї частини родовідної книги дворян Волинської губернії. Тут знову простежується зниження соціального престижу роду, бо до 1-ї частини книги вносились дворяни які не змогли довести своє шляхетство протягом більш ніж у трьох поколіннях.
Проте, через вісім років Яну Падеревському знову довелося звертатися до Волинських дворянських депутатських зборів з аналогічним проханням. Цього разу вже про присвоєння прав дворянства його молодшим синам — Йосипу та Станіславу, народженим від другого шлюбу з Анною Таньковською. Вирішенню цього питання знову присвячений окремий блок справи, типовий за складом документів. Це зокрема, прохання Івана (Яна) Падеревського, копії метрик про народження дітей, та свідоцтво про шлюб, видані із Заславського парафіяльного костьолу св. Йосипа, копія постанови Волинських дворянських депутатських зборів від 22 серпня 1883 р. про причислення Йосипа та Станіслава Падеревських до дворянського стану.
Гортаємо справу далі, разом з пожовклими аркушами пролітають роки, і ось знову бачимо прізвище: Ігнатій-Іван Падеревський. Цього разу документ датовано 31 травня 1894 року. Київські дворянські депутатські збори у відношенні до своїх волинських колег повідомляють, що дворянин Падеревський виявив намір обрати постійне місце проживання у Києві, і побажав бути записаним до родовідної книги дворян Київської губернії. У зв'язку з цим Київське дворянське зібрання просить надіслати справу про дворянське походження Падеревських, а також копії протоколів про затвердження їх у дворянстві. Справу вів повірений Падеревського адвокат Станіслав Рошковський, а сам митець на той час мешкав у Франції, про що свідчить доручення на право ведення справ і управління майном, видане 1893 року і засвідчене Російським Генеральним Консульством в Парижі.
При уважному вивченні цей документ розкриває багато цікавих штрихів з біографії композитора, його суспільний статус та матеріальний стан. Тут, Ігнатій Падеревський постає вже досить забезпеченою людиною, бо 22 лютого 1894 р. він передоручив дворянину Георгію Краскавському право на управління маєтком Біарков Келецької губернії, «продажу продуктов и движимости, получение доходов и денег на ведение судебных дел». Про це ж свідчить і доручення засвідчене у Сумського нотаріуса І. БІРЧЕНКА 23 вересня 1894 року, видане дворянину Івану Йозафатовичу ПадеревськОМУ на право управління будинком у м. Житомирі, «увеличение и получение доходов с того дома, с правом заключать договоры с квартирантами, на застраховане того дома, на исходатайствование ввода во владение оным и на ходатайство по всем делам связанным с управлениемтем домом».
Останній блок документів у справі, пов'язаний з ім'ям Ігнатія Падеревського відноситься вже до початку ХХ ст. Це, перш за все, його власноручне прохання на ім'я Волинського губернського предводителя дворянства, від 17 червня 1902 року, про занесення до дворянської родовідної книги його дружини Гелени-Марії, уродженої баронеси РОЗЕН, з якою він одружився у католицькій парафії швейцарського кантону Морж у травні 1899 р. Обсягом всього у пів сторінки цей документ є надзвичайно цінним і не лише тому, що містить власноручний автограф видатного митця. З його рядків перед нами знову постає географія подорожей Ігнатія Падеревського — Швейцарія, Австрійська Галичина, Варшава, де композитор мав намір поселитися остаточно, — ось лише далеко не повний перелік пунктів на творчій карті музиканта.
Із справи не видно, чи було задоволене прохання Падеревського. Останній документ, датований 24 червня 1903 року, — копія відношення Волинських дворянських депутатських зборів на ім'я Варшавського обер-поліцмейстера про необхідність надіслати до Житомира метричний запис про народження Гелени Падеревської. З невідомих нам причин, цього очевидно зроблено не було. Відсутність у дворянській справі пізніших документів, пов'язаних з ім'ям митця, свідчить про те, що він після смерті батька остаточно втратив зв'язки з Волинню. Маючи певний соціальний статус, непогане матеріальне становище та ім'я у мистецькому середовищі, йому вже не потрібно було вести боротьбу за становище у вищому світі. Друга половина життя видатного композитора була вже пов'язана з Польщею.